# Cyathea eriophora
Cyathea eriophora är en ormbunkeart som beskrevs av Holtt. Cyathea eriophora ingår i släktet Cyathea och familjen Cyatheaceae. Inga underarter finns listade.